# ريان أوينز
ريان أوينز (بالإنجليزية: Ryan Owens)‏ هو صحفي أمريكي، ولد في 1974 في الولايات المتحدة.

## وصلات خارجية
- ريان أوينز على موقع IMDb (الإنجليزية)